# Hauptstrasse 248.1
Die Hauptstrasse 248.1 ist eine Hauptstrasse und eine Kantonsstrasse in den Schweizer Kantonen Jura und Bern.

## Verlauf
Die 18 Kilometer lange Strasse führt vom Kreisel mit einer riesigen Girolle-Skulptur bei La Ferrière über das Hochplateau von La Chaux d’Abel und der Freiberge nach Tramelan. Die Route liegt am Anfang und am Ende im Berner Jura und dazwischen, bei Les Breuleux, im Kanton Jura.
Im westlichen Abschnitt berührt die Strecke das Naturschutzgebiet Tourbière de la Chaux d’Abel, das im Bundesinventar der Moorlandschaften von besonderer Schönheit und von nationaler Bedeutung verzeichnet ist.
Der Abschnitt südwestlich von Les Breuleux dient auch dem Velowanderweg, der von SchweizMobil als nationale Veloroute 7 und Jura-Route ausgeschildert worden ist.